# Corvomeyenia
Corvomeyenia is een geslacht van sponsdieren uit de klasse van de Demospongiae (gewone sponzen).

## Soorten
- Corvomeyenia carolinensis Harrison, 1971
- Corvomeyenia epilithosa Volkmer-Ribeiro, Rosa-Barbosa & Machado, 2005
- Corvomeyenia everetti (Mills, 1884)
- Corvomeyenia thumi (Traxler, 1895)